# 兰家站
兰家站是一个沈山线上的铁路车站，原名「桑園站」。位于辽宁省凌海市兰家村，建于1944年，目前为五等站，邮政编码为121200。目前客运：办理旅客乘降；不办理行李、包裹托运；不办理货运营业。